# جون فكشيما
جون فكشيما (باليابانية: 福島 潤) مواليد 04 سبتمبر 1976 في إهيمه، اليابان، هو مؤدي أصوات ياباني بدأ نشاطه عام 1990.

## الأدوار

### مسلسلات أنمي تلفزيونية
- جنية الثلج الصغيرة سكر
- هيكارو نو غو
- أعزائي الفتيان
- كوتورا-سان - يوشيهيسا مانابي

### الدبلجة
- طائر الرعد 6

## وصلات خارجية
جون فكشيما على موقع IMDb (الإنجليزية)
- جون فكشيما على موقع ميوزك برينز (الإنجليزية)
- جون فكشيما على موقع قاعدة بيانات الفيلم (الإنجليزية)
- جون فكشيما على موقع ANN person (الإنجليزية)